# Skalka (metrostation)
Skalka is een metrostation in de Tsjechische hoofdstad Praag aan lijn A. Het station werd geopend op 4 juli 1990.
Nemocnice Motol · Petřiny · Nádraží Veleslavín · Bořislavka · Dejvická · Hradčanská · Malostranská · Staroměstská · Můstek · Muzeum · Náměstí Míru · Jiřího z Poděbrad · Flora · Želivského · Strašnická · Skalka · Depo Hostivař